# فهرست حاکمان قاجاری گیلان
این فهرستی است از حاکمان گیلان در دوران قاجاریه.

## فهرست
حاکمان به همراه سال انتصاب:
- امیرسلیمان خان قاجار قوانلو
- محمدعلی دولتشاه - ۱۲۱۴ قمری
- میرزا موسی منجم‌باشی - ۱۲۱۹ قمری
- خسروخان گرجی - ربیع‌الاول ۱۲۳۰
- محمدرضا میرزا - رمضان ۱۲۳۴
- یحیی میرزا - ۱۲۴۶
- عیسی‌خان والی
- فرخ‌خان غفاری
- سعید مؤتمن‌الملک
- امیراصلان‌خان مجدالدوله - ۱۲۷۲
- اردشیر میرزا - ۱۲۷۶
- انوشیروان میرزا - ۱۲۷۹
- محمودخان قراگوزلو ناصرالملک - ۱۲۷۸
- محمدقاسم خان والی - ۱۲۷۹
- امیراصلان‌خان مجدالدوله - ۱۲۸۳
- سعید مؤتمن‌الملک - ۱۲۸۶
- یحیی مشیرالدوله - ۱۲۸۹
- محمود قراگوزلو - ۱۲۹۲
- عبدالوهاب آصف‌الدوله
- کامران میرزا - ۱۲۹۶
  - به نمایندگی از طرف کامران میرزا: عبدالله خان والی
- احمد مشیرالسلطنه - ۱۳۰۱
- مصطفی نیرالسلطان - ۱۳۰۲
- ابوالفتح میرزا مؤیدالدوله - ۱۳۰۳
- ابوالنصر میرزا حسام‌السلطنه - ۱۳۰۵
- ابوالفتح میرزا مؤیدالدوله - ۱۳۰۸
- ابراهیم معتمدالسلطنه
- محمدولی‌خان تنکابنی - ۱۳۱۷
- میرزا محمود خان بروجردی - ۱۳۲۱
- محمدعلی سردار افخم - ۱۳۲۶
- محمدولی‌خان تنکابنی - ۱۳۲۷
- میرزا صالح آصف‌الدوله
- سالار فاتح
- صادق خان اکبر
- علی ظهیرالدوله - ۱۳۲۶
- مصطفی نیرالسلطان - ۱۳۴۰